# Hallenhockey-Weltmeisterschaft 2003
Die 1. Hallenhockey-Weltmeisterschaft der Herren und Damen wurde vom 5. Februar bis 9. Februar 2003 in der Arena Leipzig in Leipzig ausgetragen.
Es traten sowohl bei den Männern wie bei den Damen zwölf Nationalmannschaften zunächst in zwei Gruppen und danach in Platzierungsspielen gegeneinander an. Insgesamt wurden 76 Länderspiele absolviert.
Sowohl bei den Damen als auch bei den Herren konnte Deutschland sich den ersten Weltmeistertitel sichern. Dies war im Vorfeld auch erwartet worden, da Deutschland international im Hallenhockey als dominant galt.
Zum Besten Torwart wurden die Französin Maelle Loyot und der Deutsche Steffen Erlewein gewählt. Die Fair Play Trophy ging an die Damen aus Mexiko und die Herren aus Neuseeland.

## Austragungsort
Austragungsort der Spiele war die Arena Leipzig, mit ihrer Haupthalle, die eine Kapazität für etwa 8000 Zuschauern hat. Weiterhin wurde auch in einer Nebenhalle, welche rund 300 Zuschauern Platz bot, gespielt. Für die Weltmeisterschaft wurden Haupt- und Nebenhalle mit einem vergleichsweise weichen und (im Hinblick auf die Fernsehübertragungen) kontrastreichen Belag ausgestattet.

## Damen-WM

### Tabellen Vorrunde
Gruppe A
| Rang | Land                | Spiele | Tore  | Differenz | Punkte |
| 1    | Deutschland         | 5      | 72:9  | +63       | 15     |
| 2    | Tschechien          | 5      | 12:18 | −6        | 9      |
| 3    | Belarus             | 5      | 25:26 | −1        | 7      |
| 4    | Österreich          | 5      | 15:17 | −2        | 7      |
| 5    | Australien          | 5      | 17:31 | −14       | 5      |
| 6    | Trinidad und Tobago | 5      | 8:48  | −40       | 0      |

Gruppe B
| Rang | Land        | Spiele | Tore  | Differenz | Punkte |
| 1    | Niederlande | 5      | 37:6  | +31       | 15     |
| 2    | Frankreich  | 5      | 22:9  | +13       | 12     |
| 3    | Litauen     | 5      | 23:10 | +13       | 9      |
| 4    | Russland    | 5      | 17:15 | +2        | 6      |
| 5    | Südafrika   | 5      | 12:28 | −16       | 3      |
| 6    | Mexiko      | 5      | 3:46  | −43       | 0      |

### Spielplan

#### Gruppenphase

##### Gruppe A
| Spielnummer – Datum – Uhrzeit | Team 1              | Team 2              | Ergebnis |
| 04 – 5. Februar 2003 – 12:15  | Deutschland         | Österreich          | 8:2      |
| 05 – 5. Februar 2003 – 13:30  | Australien          | Trinidad und Tobago | 7:3      |
| 06 – 5. Februar 2003 – 14:35  | Belarus             | Tschechien          | 2:5      |
| 10 – 5. Februar 2003 – 19:00  | Deutschland         | Belarus             | 14:3     |
| 11 – 6. Februar 2003 – 08:30  | Tschechien          | Australien          | 3:2      |
| 12 – 6. Februar 2003 – 09:35  | Trinidad und Tobago | Österreich          | 2:7      |
| 16 – 6. Februar 2003 – 14:05  | Österreich          | Belarus             | 2:4      |
| 17 – 6. Februar 2003 – 15:10  | Tschechien          | Trinidad und Tobago | 3:0      |
| 20 – 6. Februar 2003 – 18:30  | Australien          | Deutschland         | 2:19     |
| 22 – 7. Februar 2003 – 10:35  | Trinidad und Tobago | Deutschland         | 2:19     |
| 23 – 7. Februar 2003 – 11:40  | Belarus             | Australien          | 4:4      |
| 24 – 7. Februar 2003 – 12:45  | Österreich          | Tschechien          | 2:1      |
| 28 – 7. Februar 2003 – 17:15  | Australien          | Österreich          | 2:2      |
| 29 – 7. Februar 2003 – 18:30  | Deutschland         | Tschechien          | 12:0     |
| 30 – 7. Februar 2003 – 20:00  | Belarus             | Trinidad und Tobago | 12:1     |

##### Gruppe B
| Spielnummer – Datum – Uhrzeit | Team 1      | Team 2      | Ergebnis |
| 01 – 5. Februar 2003 – 09:00  | Niederlande | Russland    | 5:1      |
| 02 – 5. Februar 2003 – 10:05  | Litauen     | Südafrika   | 5:0      |
| 03 – 5. Februar 2003 – 11:10  | Frankreich  | Mexiko      | 9:1      |
| 07 – 5. Februar 2003 – 15:40  | Mexiko      | Südafrika   | 1:8      |
| 08 – 5. Februar 2003 – 16:45  | Litauen     | Niederlande | 3:6      |
| 09 – 5. Februar 2003 – 17:50  | Russland    | Frankreich  | 1:2      |
| 13 – 6. Februar 2003 – 10:40  | Südafrika   | Niederlande | 0:7      |
| 14 – 6. Februar 2003 – 11:45  | Russland    | Mexiko      | 5:1      |
| 15 – 6. Februar 2003 – 13:00  | Litauen     | Frankreich  | 1:3      |
| 18 – 6. Februar 2003 – 16:15  | Russland    | Südafrika   | 9:2      |
| 19 – 6. Februar 2003 – 17:20  | Litauen     | Mexiko      | 9:0      |
| 21 – 7. Februar 2003 – 09:30  | Frankreich  | Niederlande | 2:4      |
| 25 – 7. Februar 2003 – 14:00  | Litauen     | Russland    | 5:1      |
| 26 – 7. Februar 2003 – 15:05  | Niederlande | Mexiko      | 15:0     |
| 27 – 7. Februar 2003 – 16:10  | Frankreich  | Südafrika   | 6:2      |

#### Platzierungsspiele
| Spielnummer – Datum – Uhrzeit | Team 1              | Team 2 | Ergebnis |
| 31 – 8. Februar 2003 – 09:00  | Trinidad und Tobago | Mexiko | 11:1     |

| Spielnummer – Datum – Uhrzeit | Team 1     | Team 2    | Ergebnis |
| 32 – 8. Februar 2003 – 10:30  | Australien | Südafrika | 4:1      |

| Spielnummer – Datum – Uhrzeit | Team 1     | Team 2   | Ergebnis |
| 35 – 8. Februar 2003 – 18:00  | Österreich | Russland | 4:1      |

| Spielnummer – Datum – Uhrzeit | Team 1  | Team 2  | Ergebnis |
| 36 – 9. Februar 2003 – 08:30  | Belarus | Litauen | 4:1      |

#### Finalspiele
|  | Halbfinale                   | Halbfinale                   |                              |   | Finale                       | Finale                       |
|  |                              |                              |                              |   |                              |                              |
|  | Niederlande                  | 5                            |                              |   |                              |                              |
|  | Tschechien                   | 1                            |                              |   |                              |                              |
|  | 33 – 8. Februar 2003 – 12:00 |                              |                              |   |                              |                              |
|  |                              |                              | 38 – 9. Februar 2003 – 14:30 |   |                              |                              |
|  | Niederlande                  | 2                            |                              |   |                              |                              |
|  |                              | Deutschland                  | 5                            |   |                              |                              |
|  |                              |                              |                              |   |                              |                              |
|  | Spiel um Platz drei          |                              |                              |   |                              |                              |
|  | 34 – 8. Februar 2003 – 13:30 | 34 – 8. Februar 2003 – 13:30 | Tschechien                   | 1 |                              |                              |
|  | Deutschland                  | 12                           | Frankreich                   | 3 |                              |                              |
|  | Frankreich                   | 2                            |                              |   | 37 – 9. Februar 2003 – 11:00 | 37 – 9. Februar 2003 – 11:00 |

## Herren-WM

### Tabellen Vorrunde

#### Gruppe A
| Rang | Land        | Spiele | Tore  | Differenz | Punkte |
| 1    | Deutschland | 5      | 59:13 | +46       | 15     |
| 2    | Schweiz     | 5      | 37:21 | +16       | 9      |
| 3    | Kanada      | 5      | 24:25 | −1        | 8      |
| 4    | Tschechien  | 5      | 34:22 | +12       | 7      |
| 5    | Russland    | 5      | 10:37 | −27       | 4      |
| 6    | Neuseeland  | 5      | 4:50  | −45       | 0      |

#### Gruppe B
| Rang | Land               | Spiele | Tore  | Differenz | Punkte |
| 1    | Polen              | 5      | 29:13 | +16       | 12     |
| 2    | Frankreich         | 5      | 28:18 | +10       | 12     |
| 3    | Niederlande        | 5      | 27:15 | +12       | 9      |
| 4    | Australien         | 5      | 20:20 | 0         | 7      |
| 5    | Südafrika          | 5      | 15:28 | −13       | 4      |
| 6    | Vereinigte Staaten | 5      | 7:32  | −25       | 0      |

### Spielplan

#### Gruppenphase

##### Gruppe A
| Spielnummer – Datum – Uhrzeit | Team 1      | Team 2      | Ergebnis |
| 01 – 5. Februar 2003 – 09:00  | Schweiz     | Tschechien  | 9:5      |
| 02 – 5. Februar 2003 – 10:05  | Neuseeland  | Deutschland | 0:17     |
| 03 – 5. Februar 2003 – 11:10  | Russland    | Kanada      | 3:3      |
| 07 – 5. Februar 2003 – 15:40  | Kanada      | Schweiz     | 5:4      |
| 08 – 5. Februar 2003 – 16:45  | Tschechien  | Neuseeland  | 10:0     |
| 10 – 5. Februar 2003 – 21:00  | Deutschland | Russland    | 16:0     |
| 13 – 6. Februar 2003 – 10:40  | Kanada      | Neuseeland  | 7:2      |
| 14 – 6. Februar 2003 – 11:45  | Tschechien  | Deutschland | 3:6      |
| 15 – 6. Februar 2003 – 13:00  | Russland    | Schweiz     | 0:7      |
| 19 – 6. Februar 2003 – 17:20  | Deutschland | Schweiz     | 9:6      |
| 20 – 6. Februar 2003 – 18:30  | Tschechien  | Kanada      | 5:5      |
| 21 – 7. Februar 2003 – 09:30  | Russland    | Neuseeland  | 5:0      |
| 25 – 7. Februar 2003 – 14:00  | Schweiz     | Neuseeland  | 11:2     |
| 26 – 7. Februar 2003 – 15:05  | Russland    | Tschechien  | 2:11     |
| 30 – 7. Februar 2003 – 20:00  | Deutschland | Kanada      | 11:4     |

##### Gruppe B
| Spielnummer – Datum – Uhrzeit | Team 1             | Team 2             | Ergebnis |
| 04 – 5. Februar 2003 – 12:15  | Niederlande        | Südafrika          | 6:1      |
| 05 – 5. Februar 2003 – 13:30  | Polen              | Vereinigte Staaten | 7:1      |
| 06 – 5. Februar 2003 – 14:35  | Australien         | Frankreich         | 5:3      |
| 09 – 5. Februar 2003 – 17:50  | Niederlande        | Polen              | 2:4      |
| 11 – 6. Februar 2003 – 08:30  | Südafrika          | Frankreich         | 4:9      |
| 12 – 6. Februar 2003 – 09:35  | Vereinigte Staaten | Australien         | 0:4      |
| 16 – 6. Februar 2003 – 14:05  | Frankreich         | Niederlande        | 5:3      |
| 17 – 6. Februar 2003 – 15:10  | Australien         | Polen              | 3:8      |
| 18 – 6. Februar 2003 – 16:15  | Südafrika          | Vereinigte Staaten | 4:3      |
| 22 – 7. Februar 2003 – 10:35  | Polen              | Südafrika          | 6:2      |
| 23 – 7. Februar 2003 – 11:40  | Niederlande        | Australien         | 5:4      |
| 24 – 7. Februar 2003 – 12:45  | Frankreich         | Vereinigte Staaten | 6:2      |
| 27 – 7. Februar 2003 – 16:10  | Südafrika          | Australien         | 4:4      |
| 28 – 7. Februar 2003 – 17:15  | Vereinigte Staaten | Niederlande        | 1:11     |
| 29 – 7. Februar 2003 – 18:30  | Polen              | Frankreich         | 4:5      |

#### Platzierungsspiele
| Spielnummer – Datum – Uhrzeit | Team 1     | Team 2             | Ergebnis      |
| 31 – 8. Februar 2003 – 09:00  | Neuseeland | Vereinigte Staaten | 5:5 (7:8, 7m) |

| Spielnummer – Datum – Uhrzeit | Team 1   | Team 2    | Ergebnis |
| 32 – 8. Februar 2003 – 10:30  | Russland | Südafrika | 8:3      |

| Spielnummer – Datum – Uhrzeit | Team 1     | Team 2     | Ergebnis |
| 35 – 8. Februar 2003 – 19:30  | Tschechien | Australien | 4:6      |

| Spielnummer – Datum – Uhrzeit | Team 1 | Team 2      | Ergebnis      |
| 36 – 9. Februar 2003 – 10:00  | Kanada | Niederlande | 4:4 (7:8, 7m) |

#### Finalspiele
|  | Halbfinale                   | Halbfinale                   |                              |   | Finale                       | Finale                       |
|  |                              |                              |                              |   |                              |                              |
|  | Polen                        | 6                            |                              |   |                              |                              |
|  | Schweiz                      | 5                            |                              |   |                              |                              |
|  | 33 – 8. Februar 2003 – 15:00 |                              |                              |   |                              |                              |
|  |                              |                              | 38 – 9. Februar 2003 – 16:00 |   |                              |                              |
|  | Polen                        | 1                            |                              |   |                              |                              |
|  |                              | Deutschland                  | 7                            |   |                              |                              |
|  |                              |                              |                              |   |                              |                              |
|  | Spiel um Platz drei          |                              |                              |   |                              |                              |
|  | 34 – 8. Februar 2003 – 16:30 | 34 – 8. Februar 2003 – 16:30 | Schweiz                      | 6 |                              |                              |
|  | Deutschland                  | 6                            | Frankreich                   | 8 |                              |                              |
|  | Frankreich                   | 2                            |                              |   | 37 – 9. Februar 2003 – 13:00 | 37 – 9. Februar 2003 – 13:00 |